# Клочків
Кло́чків — село в Україні, у Седнівській селищній громаді Чернігівського району Чернігівської області. Населення становить 450 осіб. До 2020 орган місцевого самоврядування — Черниська сільська рада.
Село постраждало внаслідок геноциду українського народу, проведеного урядом СРСР в 1932–1933-х.

## Історія
За даними на 1859 рік у власницькому селі Чернігівського повіту Чернігівської губернії мешкало 1024 особи (483 чоловічої статі та 541 — жіночої), налічувалось 165 дворових господарств, існувала православна церква.
Станом на 1886 у колишньому власницькому селі Седнівської волості мешкало 1074 особи, налічувалось 202 дворових господарства, існували православна церква, постоялий будинок, 4 вітряних млини.
За переписом 1897 року кількість мешканців зросла до 1518 осіб (747 чоловічої статі та 771 — жіночої), з яких 1507 — православної віри.
Село постраждало внаслідок геноциду українців 1932-33, до якого вдалася влада СРСР через масовий опір населення окупованих територій УНР. 1932 у селі акції масової непокори окупантам, найбільше комсомольцям, буксирам, активістам, які грабували соціально вразливі верстви села.
З огляду на запеклий спротив незаконній конфіскації продуктів, за поданням Чернігівського райкому КПУ, село занесено на чорну дошку — піддано тортурам голодом.
Клочків — один із 13-ти населених пунктів Чернігівського району, які були занесені окупаційною владою на чорну дошку, пережило психози на ґрунті глибокого голодування, масові смерті від інфекційних хвороб та голодного шоку.
Станом на 2021 рік в селі діє церква.

## Населення

### Мова
Розподіл населення за рідною мовою за даними перепису 2001 року:
| Мова       | Кількість | Відсоток |
| ---------- | --------- | -------- |
| українська | 446       | 99.11%   |
| російська  | 3         | 0.67%    |
| білоруська | 1         | 0.22%    |
| Усього     | 450       | 100%     |